# The Fool (Lied)

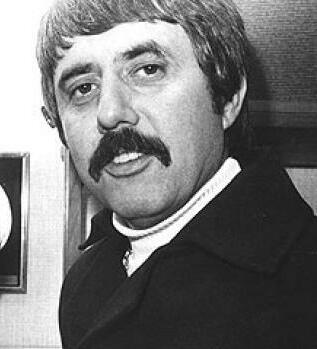
Lee Hazlewood (1968)

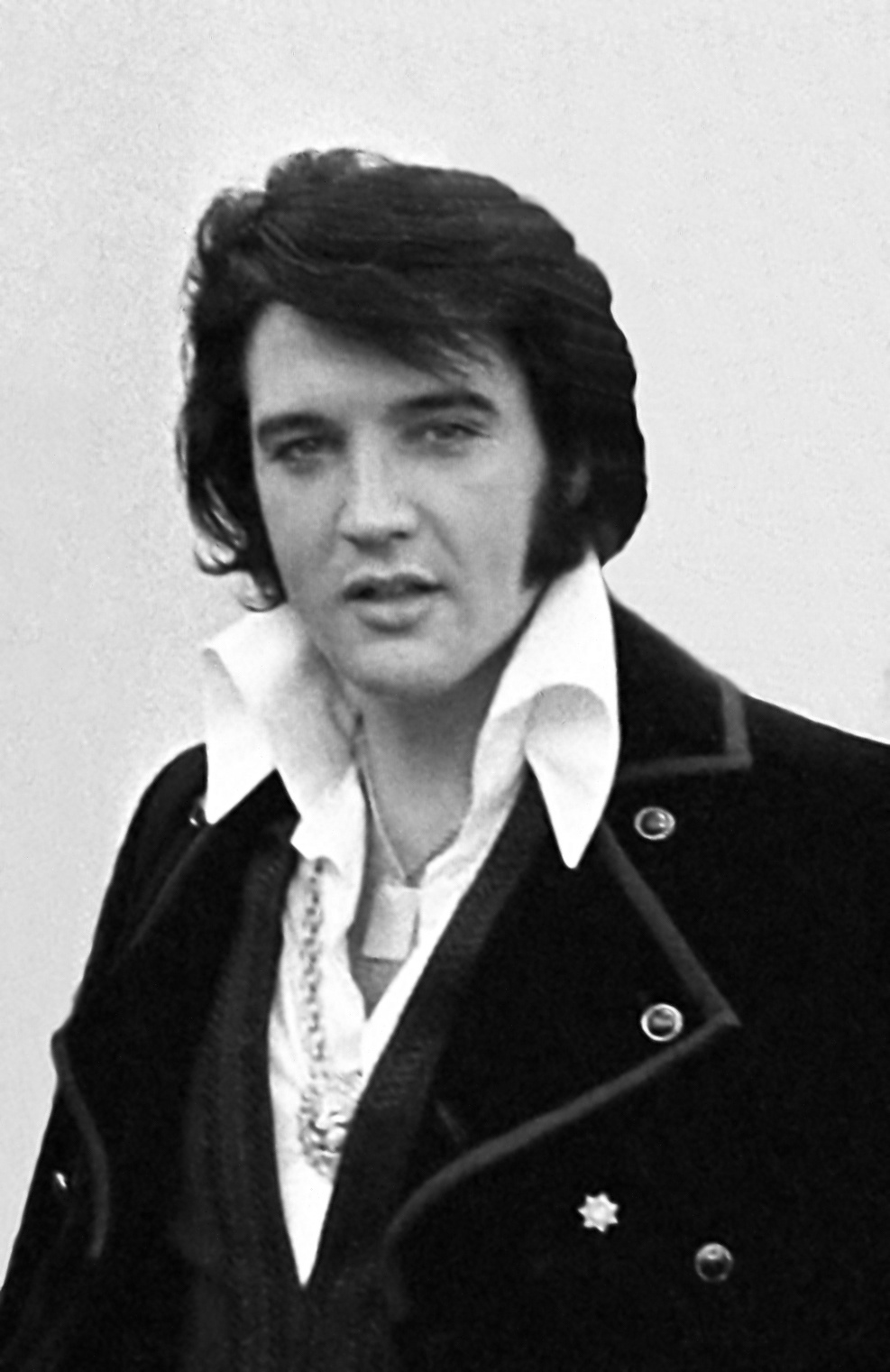
Elvis Presley (1970)

The Fool ist ein Rockabilly- und Rock-’n’-Roll-Song, der von Lee Hazlewood geschrieben wurde und 1956 bei einem lokalen Label in Arizona erstveröffentlicht wurde und – nach dem Wechsel zu einem landesweiten Vertriebsunternehmen – einen beachtlichen Chart-Erfolg zeitigte. Interpret der Erstveröffentlichung Sanford Clark. Obwohl das Stück nie einen Bekanntheitsgrad erlangte wie bekannte Klassiker des Rock-’n’-Roll-Musikgenres, wurde es in den Folgejahrzehnten regelmäßig gecovert. Als markanter, wenn auch nicht so bekannter Renommiertitel dieser Popmusik-Phase wird es von Musikern, Rockabilly-Anhängern sowie Sammlern bis heute geschätzt.

## Geschichte
Komponist vonThe Fool war Lee Hazlewood. Hazlewood war zu jener Zeit ein junger Songwriter, Produzent und Radio-DJ, dessen spätere Karriere – speziell die erfolgreiche Zusammenarbeit mit Nancy Sinatra – noch in der Zukunft lag. Das von ihm betriebene Studio sowie sein Label MCI (Music Counselors Inc.) steckten zu jener Zeit in finanziellen Schwierigkeiten und forcierten entsprechend dringlich einen kommerziellen Erfolg. Ob Hazlewood das Stück allein geschrieben hat oder zusammen mit seiner ersten Frau Naomi Shackleford Hazlewood, ist nicht restlos klärbar: Das Pseudonym Naomi Ford taucht bei seinen frühen Kompositionen zwar regelmäßig als Co-Name auf. Inwiefern dies jedoch eine echte Arbeitsteilung dokumentierte (und, falls ja: mit seiner ersten Frau oder aber einer anderen Person), ist bis heute Gegenstand unterschiedlicher Spekulationen.
Für die Aufnahme von The Fool im März 1956 arbeitete Hazlewood mit dem Sänger Sanford Clark und dem Gitarristen Al Casey zusammen. Hazlewood, zu jener Zeit Radio-DJ bei einem Sender in Phoenix, Arizona, war mit Casey bekannt und auf der Suche nach einem geeigneten Interpreten für seine Komposition. Casey stellte Hazlewood Sanford Clark vor – einen jungen, unbekannten Sänger, der zuvor bei der US Air Force seinen Wehrdienst absolviert hatte, und empfahl ihn als Sänger für die geplante Einspielung. Casey selbst übernahm den Part der Gitarre. Für die Grundstruktur der Einspielung schlug er ein Gitarrenriff vor, das er aus Howlin' Wolfs Song Smokestack Lightning übernommen hatte.
Musikalische Basis der Aufnahme war das von Casey entliehene Riff; es trug die Einspielung von Anfang bis zum Ende. Soundtechnisch offerierte diese eine sparsame, auf die Rhythmusgitarre fokussierte Instrumentierung. Die vier Dreizeiler-Strophen werden durch zwei Übergänge ergänzt, welche die musikalische Dramaturgie steigerten. Der Text wird aus der Perspektive eines Erzählers vorgetragen, der sich selbst als Narr (englisch: Fool) bezeichnet, weil er zu wenig unternommen habe, um seine große Liebe zu halten. Diese ist inzwischen mit einem anderen zusammen – während der Erzähler mit seinem Schicksal hadert und die Schuld bei sich sucht.
Die für das lokale Label MCI aufgenommene Single mit der B-Seite Lonesome for a Letter verkaufte sich zunächst nicht gut. Erschwert wurde dieser Umstand dadurch, dass im selben Jahr zwei weitere Einspielungen des Stücks erschienen – von Joe Seneca und der Rhythm-and-Blues-Interpretin Edna McGriff. Für die Sanford-Aufnahme verbesserten sich die Erfolgsaussichten erst, als ein Diskjockey die Aufnahme an Randy Wood weiterleitete, einen Mitarbeiter des landesweit präsenten Labels Dot Records. Sanford Clark wechselte daraufhin zu Dot Records. Nach einigen Promo-Auftritten erreichte das Stück im Herbst 1956 Platz 5 der Billboard R&B-Charts, Platz 14 der Country-Charts sowie Platz 7 der Pop-Charts.
Im Nachhinein wurde der Erfolg des Songs vor allem darin begründet, dass Clark, anders als die meisten jungen Rockabilly-Musiker, kein Elvis-Imitator war, sondern mit seiner tiefen, ruhigen Stimme seinen ganz eigenen Stil hatte. Al Caseys Gitarrenspiel sowie die spartanische Instrumentierung setzten weitere Akzente – so dass sich The Fool deutlich von anderen Einspielungen aus jener Zeit absetzte. Sanfords Karriere in der Folgezeit verlief allerdings wechselhaft. Nachfolgende Veröffentlichungen konnten den Erfolg von The Fool nicht wiederholen, und Clark zog sich schließlich für mehrere Jahre aus der Musikindustrie zurück. Ein in den 1960ern unternommener Versuch, sich mit neuen Aufnahmen zurückzumelden – so etwa mit einer 1966 von Waylon Jennings produzierten Neueinspielung von The Fool – war kommerziell nicht erfolgreich.
Lee Hazlewood hingegen konnte den Erfolg von The Fool – nach einem Zwischenstopp bei Dot Records, wo er unter anderem den Instrumental-Hit Rebel-’Rouser produzierte – längerfristig als Sprungbrett für seine Karriere nutzen. Er arbeitete in den folgenden Jahren mit Künstlern wie Duane Eddy und Nancy Sinatra zusammen und wurde zu einem einflussreichen Produzenten, Songwriter und Interpreten. Eine von ihm selbst gesungene Version von The Fool erschien 1965 auf dem Album Friday’s Child. Das Stück als solches avancierte in den Jahrzehnten nach seiner Veröffentlichung zu einem Song, welcher regelmäßig von anderen Musikern gecovert wurde.

## Coverversionen
Der Seite secondhandsongs.com zufolge existieren mehr als zwei Dutzend als Single oder auf Album veröffentlichter Cover-Versionen. Zu den Bekannteren gehören die von Elvis Presley sowie die der Original-Animals – eingespielt auf ihrem Reunion-Album von 1977. Stilistisch reicht die Bandbreite der Cover-Versionen von klassischen, teils eng an Clarks Original angelehnten Rockabilly-Interpretationen (wie etwa eine fast vierminütige Version von Marco Da Silva) bis hin zu ausgefalleneren Neuinterpretationen – etwa der Blues-Variante von Tracy Nelson oder der mit Dub-Elementen angereicherten Version der französischen Ethno-Punk-Band Mano Negra. Die anhaltende Popularität des Songs dokumentierte unter anderem Bob Dylan, als er The Fool bei einem Auftritt auf dem Outlaw Music Festival in Alpharetta, Georgia, einspielte.
Im Folgenden eine (weitgehend vollständige) Auflistung der als Single oder in Album-Rahmen eingespielten Versionen – exklusive der beiden von Sanford Clark selbst:
- 1956: Edna McGriff. Die Single gelangte nicht in die Charts.[9]
- 1956: Joe Seneca auf einer Maxi-Single mit insgesamt vier Tracks.[10]
- 1960: Mac Wiseman auf seinem Album Mac Wiseman Sings 12 Great Hits.[11]
- 1961: Johnny Burnette auf seinem Album Johnny Burnette Sings.[12]
- 1962: Bob Luman. Single-Veröffentlichung. Auch sie gelangte nicht in die Charts.[13]
- 1963: Jamie Coe. Single für Bigtop Records.[14]
- 1963: Bonnie Guitar. Single-Veröffentlichung; gelangte ebenfalls nicht in die Charts.[15]
- 1965: Chris Farlowe. Single; gelangte nicht in die Charts.[16]
- 1965: Lee Hazlewood auf dem Album Friday’s Child.[7]
- 1966: Johnny Kidd & The Pirates als B-Seite der Single Send the Girl.[17]
- 1967: Pat Zill. Single-Veröffentlichung für das US-amerikanische Label DoLeJo.[18]
- 1970: Bobby Bare auf seinem Album This is Bare Country.[19]
- 1970: Roger Miller auf seinem Album Roger Miller 1970.[20]
- 1971: Elvis Presley auf seinem Album Elvis Country (I'm 10,000 Years Old).[21]
- 1977: Die Animals (unter dem Reunion-Namen The Original Animals); veröffentlicht auf dem Album Before We Were So Rudely Interrupted.[22]
- 1977: Robert Gordon als B-Seite seiner Single Endless Sleep.[23]
- 1980: Ol’ 55 auf ihrem Album The Vault.[24]
- 1991: Mano Negra auf ihrem Album King of Bongo.[25]
- 1991: Nashville Bluegrass Band auf ihrem Album Home Of The Blues.[26]
- 1995: Tracy Nelson auf ihrem Album I Feel So Good.[27]
- 1999: Bedlam auf ihrem Album Anthology.[28]
- 2003: Marco Da Silva and The Midnighters. Veröffentlicht auf dem Album The Midnight Bop.[29]
- 2017: The Iveys auf ihrem Album Badfinger Origins: The Iveys Anthology, Volume 1 – Live at The Empire, June 7, 1966, Neath, South Wales.[30]
- 2018: Mandy Barnett auf ihrem Album Strange Conversation.[31]
- 2024: Bob Dylan im Rahmen des Outlaw Music Festival am 21. Juni 2024 in Alpharetta, Georgia.[32]